# Trèfle étoilé
Trifolium stellatum
Espèce
Classification phylogénétique
Le Trèfle étoilé (Trifolium stellatum) est une espèce de plantes à  fleurs du genre Trifolium et de la famille des Fabacées (ou Légumineuses). C'est une petite plante herbacée méditerranéenne basse. Elle doit son nom à la forme de son calice qui, lors de la fructification, devient rouge et se déploie en une petite étoile à cinq branches.

## Écologie et habitat
C'est un plante annuelle surtout méditerranéenne, assez rare ailleurs en France (elle est protégée en Poitou-Charentes). Elle pousse aussi bien sur sols acides que basiques, et apprécie les terrains secs et ensoleillés. On la rencontre dans les terrains vagues et les prés secs, sur les talus, au bord des routes, souvent associée à Paronychia argentea. La floraison a lieu de mai à juillet.

## Description

### Morphologie générale et végétative
C'est une plante herbacée de petite taille (5 à 25 cm) à poils soyeux et blanchâtres, à tige ascendante ou érigée. Feuilles alternes, longuement pétiolées, à grandes stipules. Les trois petites folioles sont en forme de cœur inversé, à extrémité légèrement dentée, à nervures nettes .

### Morphologie florale

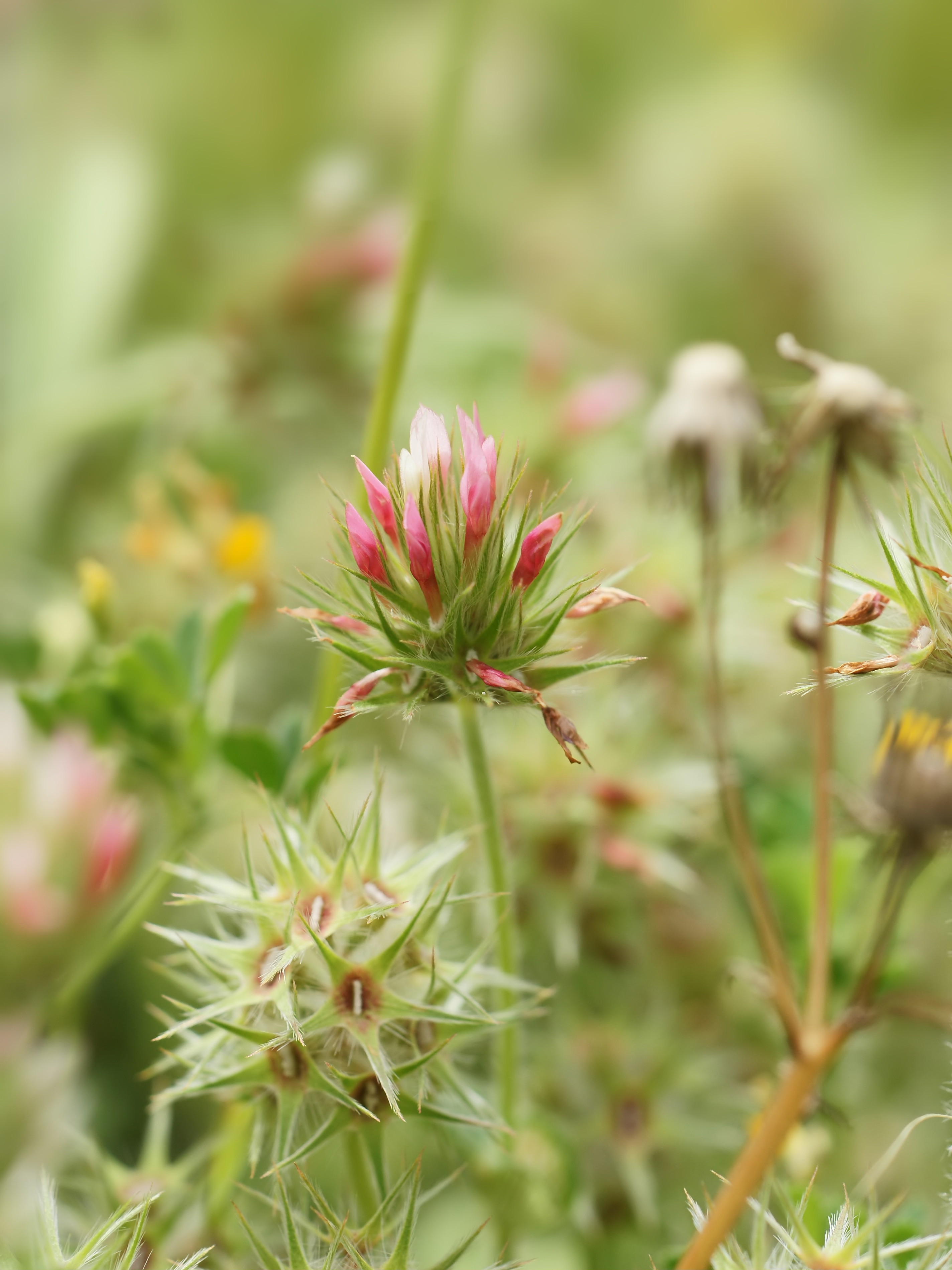

Les fleurs hermaphrodites sont groupées en têtes globuleuses solitaires et à long pédoncule. Elles sont jaunâtres ou rosées. La corolle a à peu près la même hauteur que le calice. L'étendard est courbé vers le haut, plus long que les ailes et la carène. Le calice à longs cils blancs et à 10 nervures, à 5 dents étroites s'ouvre en étoile à maturité. La pollinisation est réalisée par les insectes.

### Fruit et graines
Le fruit est une petite gousse monosperme (à une graine).